# Gaurotinus tenuelineatus
Gaurotinus tenuelineatus là một loài bọ cánh cứng trong họ Cerambycidae.